# Gordo (bande dessinée)

Gordo est un comic strip américain créé en 1941 par Gus Arriola et animé par celui-ci jusqu'en 1985. Son personnage principal éponyme est un immigré mexicain travaillant comme paysan. C'est le premier strip à large diffusion (jusqu'à 270 journaux) mettant en scène une minorité ethnique. Lors de l'arrêt du strip en 1985, c'était le plus long comic strip ayant été réalisé par un seul auteur, record battu en 1994 par Peanuts puis en 2000 par Beetle Bailey.